# Rodrigo Sánchez de Arévalo
Rodrigo o Ruy Sánchez de Arévalo (Santa María la Real de Nieva, Castella, 1404/1405 - 1470) fou un pedagog, historiador, diplomàtic i escriptor castellà del segle xv.
Estudià dret a Salamanca i allí fou company d'Alonso de Madrigal, el Tostado. Deixeble del bisbe de Burgos i humanista Alfonso García de Cartagena, l'acompanyà al Concili de Basilea (1431-1438), on entrà en contacte amb les noves idees de l'humanisme. Després tornà a Burgos amb el seu protector.
En aquell temps fou ambaixador de Joan II de Castella i Enric IV de Castella. El 1457 fou nomenat bisbe d'Oviedo, el 1465 de Zamora, el 1467 de Calahorra i el 1469 de Palència; amb la sola excepció de la d'Oviedo, no arribà mai a prendre possessió d'aquestes diòcesis i desenvolupà la seva activitat a la cúria romana. El Papa Pau II el nomenà el 1458 Refrendarius utriusque signature i després alcaid del Castell de Sant'Angelo el 1464. Allí tractà amb alguns importants humanistes detinguts per conjurar contra el Papa, com Platina, Pomponio Leto i Maffei, entre d'altres, amb els quals va mantenir una extensa relació epistolar en què queda palesa la simpatia de Sánchez de Arévalo pels humanistes. No obstant això, representava un tipus d'humanisme clarament cristià, com resulta de les seves obres, en què posa per sobre de la literatura greco-llatina la literatura sagrada.

## Obra
Des de 1440 va escriure una abundant obra llatina, particularment sobre dret canònic i política. El De arte, disciplina et modo aliendi et erudiendi filios, pueros et juvenes o "Tractat sobre tècnica, mètode i manera de criar els fills, nens i joves" (1453) és el primer manual de pedagogia que apareix a Castella als inicis del Renaixement; d'ell se'n serví abundosament Antonio de Nebrija quan compongué el seu tractat sobre l'educació. No obstant això, al contrari que els seus referents humanístics llatins, no reserva cap paper a la formació literàriai i no li confereix valor pedagògic, el que sembla imputable a un voluntari distanciament de l'època anterior, el regnat de Joan II de Castella, caracteritzat pel seu amor a les lletres.
Al De remediis aflictae Ecclesiae es proposa enfortir l'autoritat del Papa enfront del moviment conciliarista i assenyalar els remeis als mals que pateix l'església i entre ells apareix en un lloc destacat la lectura de llibres pagans. La titeratura sagrada ha de primar, doncs, sobre la pagana.
La seva primera obra en castellà, Suma de la política (vers 1455), en dos llibres de divuit i setze "consideraciones", segueix la Política d'Aristòtil i altres obres de l'Estagirita. Enumera les condicions òptimes de la ciutat i els seus regidors.
Vergel de príncipes (1456-1457), dedicada com l'anterior a Enric IV de Castella, descriu en tres tractats l'excel·lència de les activitats adequades als governants: les armes, la cacera i la música…
El seu Speculum humanae vitae fou un dels primers llibres que s'imprimiren a Roma (1468, i després fins a dotze vegades en diversos llocs durant aquell segle, i altres fins al 1683, la darrera de Frankfurt), i es traduí al francès, l'alemany i el castellà (Spejo de la vida humana..., compuesto por el reverendo obispo de Çamora don Rodrigo...).
La seva Compendiosa historia hispanica (Roma, 1470) és una història d'Espanya en llatí amb una minuciosa descripció geogràfica del país i la relació dels fets esdevinguts des de la invasió visigoda fins als primers anys d'Enric IV de Castella al tron.